# بنیاد فافو
بنیاد فافو (انگلیسی: Fafo Foundation) یک مؤسسهٔ پژوهشی، در زمینهٔ علوم کاربردی اجتماعی است. این مؤسسه، در سال ۱۹۸۲م، به ابتکار تشکیلات سراسری کارگران نروژ، به عنوان یک مرکز تحقیق و مستندسازی، در خدمت اتحادیه‌های کارگری، بنیان‌گذاری شده است.

## فعالیت
فعالیت بنیاد فافو، شامل انجام تحقیقات متنوع، با نگاهی متمایل بر زمینه‌های شغلی است. از جمله مهم‌ترین موضوع‌های تحت مطالعه توسط این مؤسسه، کسب وکار، روابط حزبی، برنامه‌های رفاهی، شرایط زندگی، مهاجرت، جذب اجتماعی در جامعه میزبان، تحصیلات شغلی و حرفه ای و غیره است. همچنین بنیاد فافو، در زمینه حقوق و امنیت فردی و گروهی در ارتباط با شرایط جنگی و بحران‌های اجتماعی مطالعاتی انجام داده و می‌دهد. تا به حال مطالعاتی در اروپای شرقی، خاورمیانه و چین، توسط بنیاد فافو، انجام گرفته است. از جمله دست‌آوردهای این مؤسسه، مطالعاتی در نوار غزه بود که یکی ازعوامل ایجاد امکان مذاکره بین سازمان آزادی‌بخش فلسطین و دولت اسرائیل به‌شمار می‌آید. این مذاکرات به نوبه خود، در سال ۱۹۹۳م، منجر به عقد پیمان اسلو شد.

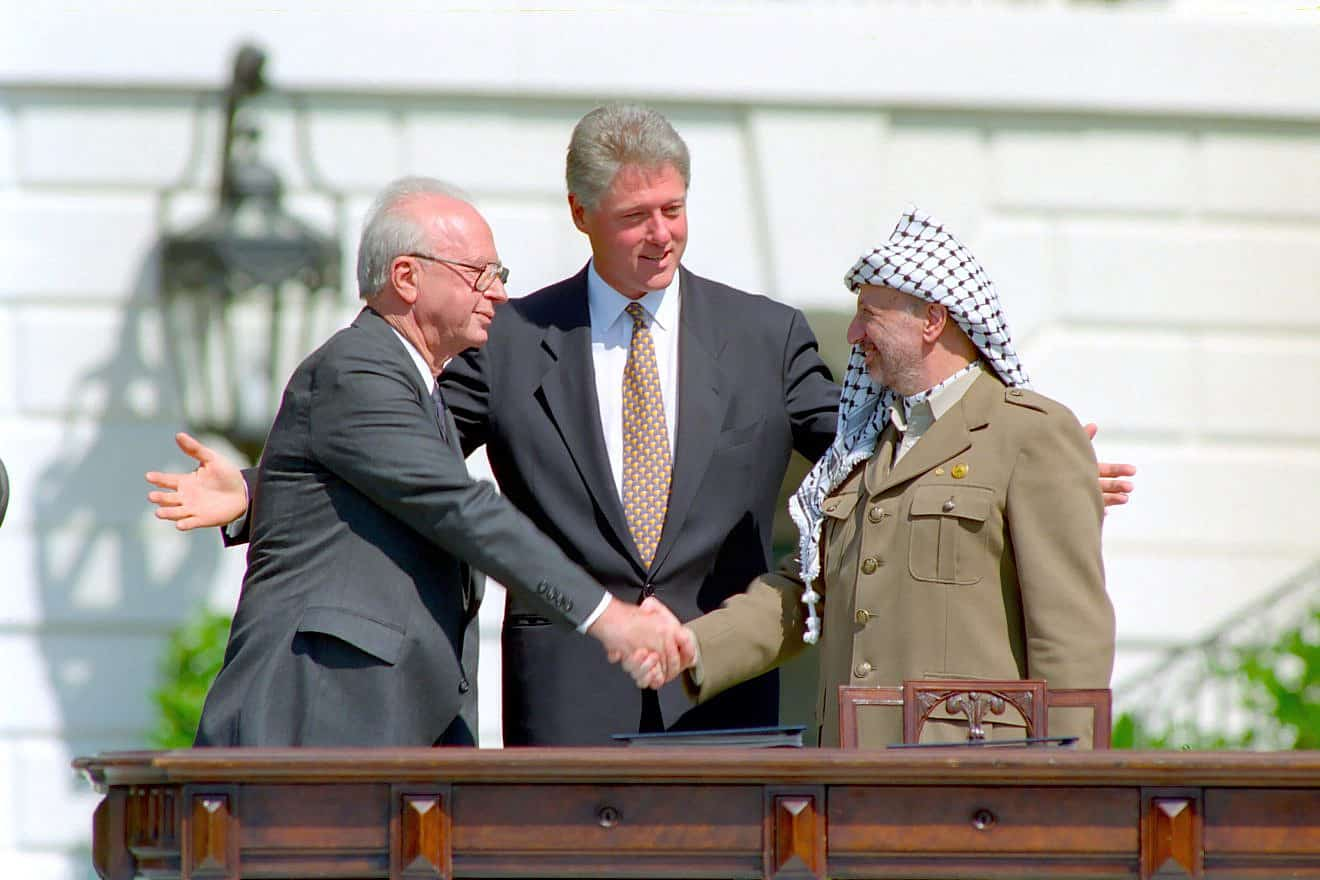
فافو، یکی از عوامل ایجاد مقدماتی بود که به عقد پیمان اسلو در سال ۱۹۹۳م، منجر شد.

## تشکیل بنیاد
بنیاد فافو در سال ۱۹۹۳ میلادی، به ابتکار تشکیلات سراسری کارگران نروژ؛ و با حمایت مالی از جمله: تله‌نور، الکم، اورکلا، کوپ و چند شرکت و بانک نروژی تأسیس شد. این نهاد مالک محل استقرار شرکت سهامی کار و رفاه فافو، در اسلو است. در سال ۲۰۱۵م، بنیاد فافو، ۸۰ نفر کارمند در استخدام خود داشت که از این تعداد ۶۸ نفر آنها مشغول فعالیت پژوهشی بودند.